# Lega peloponnesiaca

Sparta e la Lega peloponnesiaca (in rosso) durante la Guerra del Peloponneso intorno al 431 a.C.

La Lega peloponnesiaca fu l'alleanza militare costituitasi verso la metà del VI secolo a.C. tra le póleis del Peloponneso, con a capo Sparta, alla quale spettava il comando in guerra e la presidenza dell'assemblea degli alleati, che erano tenute all'invio di contingenti militari. A differenza della successiva Lega delio-attica, costituitasi intorno ad Atene, la lega peloponnesiaca non prevedeva il versamento di alcun tributo da parte degli alleati alla città egemone.

## Storia
Dopo la liberazione di Corinto (582 a.C.) e la conquista di Tegea (560 a.C.), Sparta intraprese una politica di sostegno ai regimi oligarchici delle città greche, prefiggendosi l'obiettivo di esautorare le tirannidi e di salvaguardare i propri confini.
In seguito alla sconfitta di Argo, Sparta consolidò il proprio potere ed intraprese una politica antipersiana e interventista a favore delle fazioni moderate delle varie città. Nel 510 la Lega intervenne contro Ippia, tiranno di Atene, cacciandolo dalla città. Poco dopo (507), Sparta tentò di convincere la Lega ad intervenire contro Clistene, il quale stava costituendo la democrazia ad Atene, ma la Lega si oppose ad ogni intervento.
Dopo aver nuovamente sconfitto Argo nella battaglia di Sepeia (494 a.C.), la Lega rafforzò la propria egemonia nel Peloponneso ed in seguito svolse un ruolo decisivo nella battaglia di Salamina (480 a.C.) contro i Persiani.
Il V secolo a.C. fu caratterizzato da una profonda rivalità tra la Lega peloponnesiaca da un lato e quella delio-attica dall'altro, i cui contrapposti interessi economici e politici portarono alla guerra del Peloponneso. La sconfitta di Atene nel 404 determinò un breve periodo di egemonia spartana nel continente greco (Atene entrò persino a far parte della Lega come stato satellite), presto interrotto dalla battaglia di Cnido e dalle successive guerre contro Atene e Tebe. Nel IV secolo, tuttavia, l'ascesa di Tebe e la reazione persiana causarono il declino di Sparta e della Lega peloponnesiaca, che subirono una durissima sconfitta a Leuttra (371). La Lega fu sciolta nel 366. Fu ricostituita all'inizio del III secolo a.C. dal re di Sparta Areo I, ma fu sconfitta dalla Lega etolica nel 281-280 a.C.